# Laupala pruna
Laupala pruna är en insektsart som beskrevs av Otte, D. 1994. Laupala pruna ingår i släktet Laupala och familjen syrsor. Inga underarter finns listade i Catalogue of Life.